# 利文斯顿 (蒙大拿州)
利文斯顿是美国蒙大拿州帕克县的一个小镇。在美国2000年人口普查时，全镇人口为6851。利文斯顿位于蒙大拿州的西南，黄石河穿过其中。该镇位于黄石国家公园的北面。

## 历史
利文斯顿始建于1882年，因为北太平洋铁路计划而建镇。

## 地理
利文斯顿位于45°39′32″N 110°33′49″W / 45.65889°N 110.56361°W，海拔4.501英尺（1372米）。
根据美国人口调查局的数据，全镇总面积2.6平方英里（6.8平方公里），其中约2.6平方英里（6.8平方公里）是陆地，约总面积的0.38%是水域。

## 人口统计
截至2000年的人口普查，全镇共有6851居民，3084户和1751个家庭。人口密度是2601.3人每平方英里(1005.8/km2)。该镇3360个住房单位平均密度为1275.8个每平方英里(493.3/km2)。全镇人口96.39%是白种人，0.98%是美国土著，0.31%是非洲裔美国人，0.05%是亚裔美国人，0.60%来自其他种族，还有1.23%是混血。西班牙裔和拉丁美洲裔分别占总人口的2.16%。
全镇3084户的26.7%有18岁以下的孩子和他们居住，43.8%户是已经结婚的，9.1%户已婚丧夫的家庭，还有43.2%户是非家庭。3084户中的37.5%由个人组成，15.6%户居住着65岁及以上的独居老人。平均每户有2.16人，每个家庭2.86人。
全镇18岁以下的少年儿童及青少年占总人口的22.7%，7.5%的人口居于18岁到24岁之间，27.5%的人口居于25岁到44岁之间，23.6%的人口居于45岁到64岁之间，还有18.6%的人口是65岁以上的老年人。人口年龄的中位数是40岁，平均每100个女性对应95.0个男性。18岁以上的每100个女性对应90.7个男性。

| 调查年     | 人口  | 备注 | %±     |
| ---------- | ----- | ---- | ------ |
| 1930       | 900   |      | —      |
| 1940       | 2,850 |      | 216.7% |
| 1950       | 2,778 |      | −2.5%  |
| 1960       | 5,359 |      | 92.9%  |
| 1970       | 6,311 |      | 17.8%  |
| 1980       | 6,391 |      | 1.3%   |
| 1990       | 6,642 |      | 3.9%   |
| 2000       | 6,851 |      | 3.1%   |
| 2007年估计 | 7,411 |      |        |
| source:    |       |      |        |

## 城镇风光

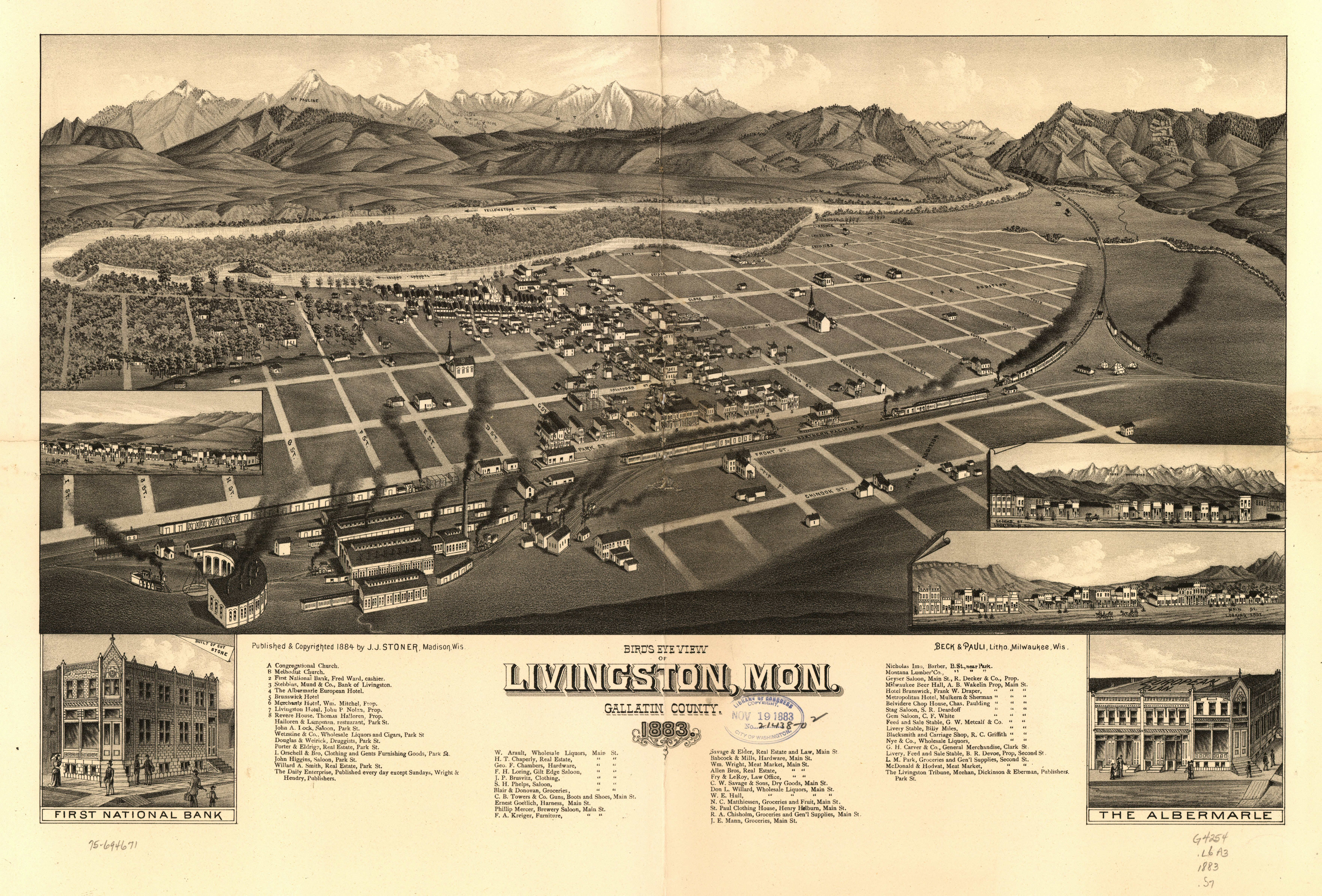
1883年利文斯顿的高原
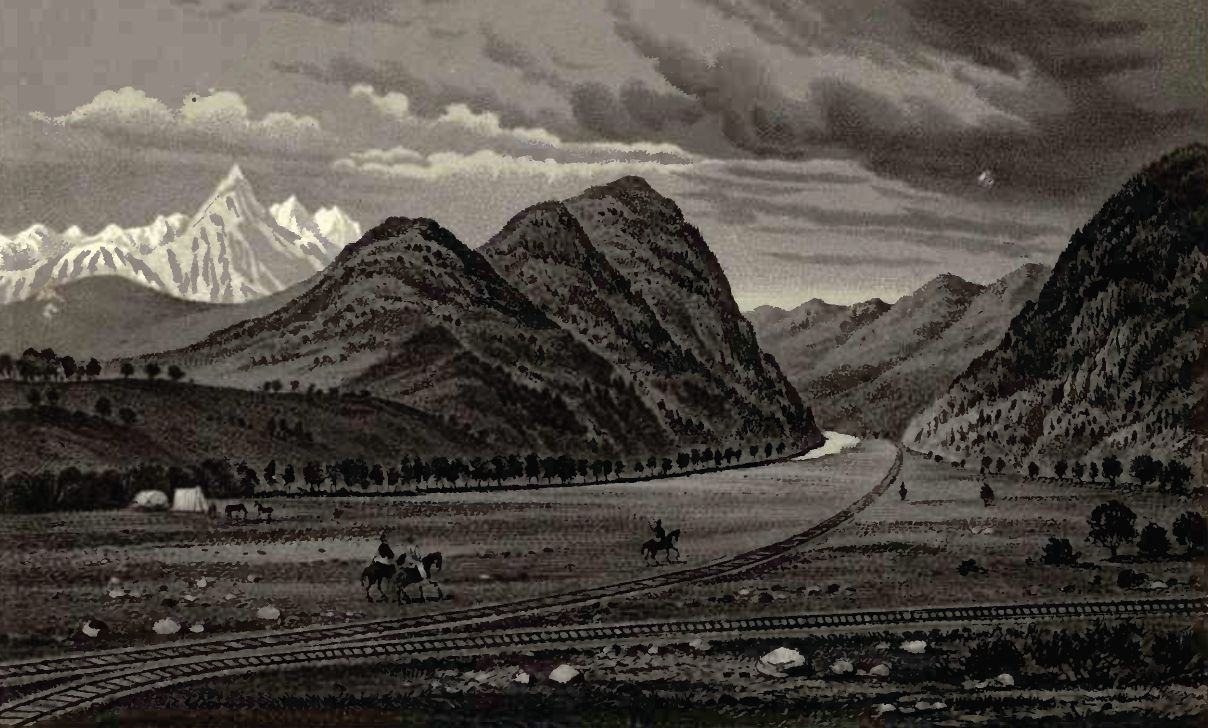
1884年通往黄石的照片
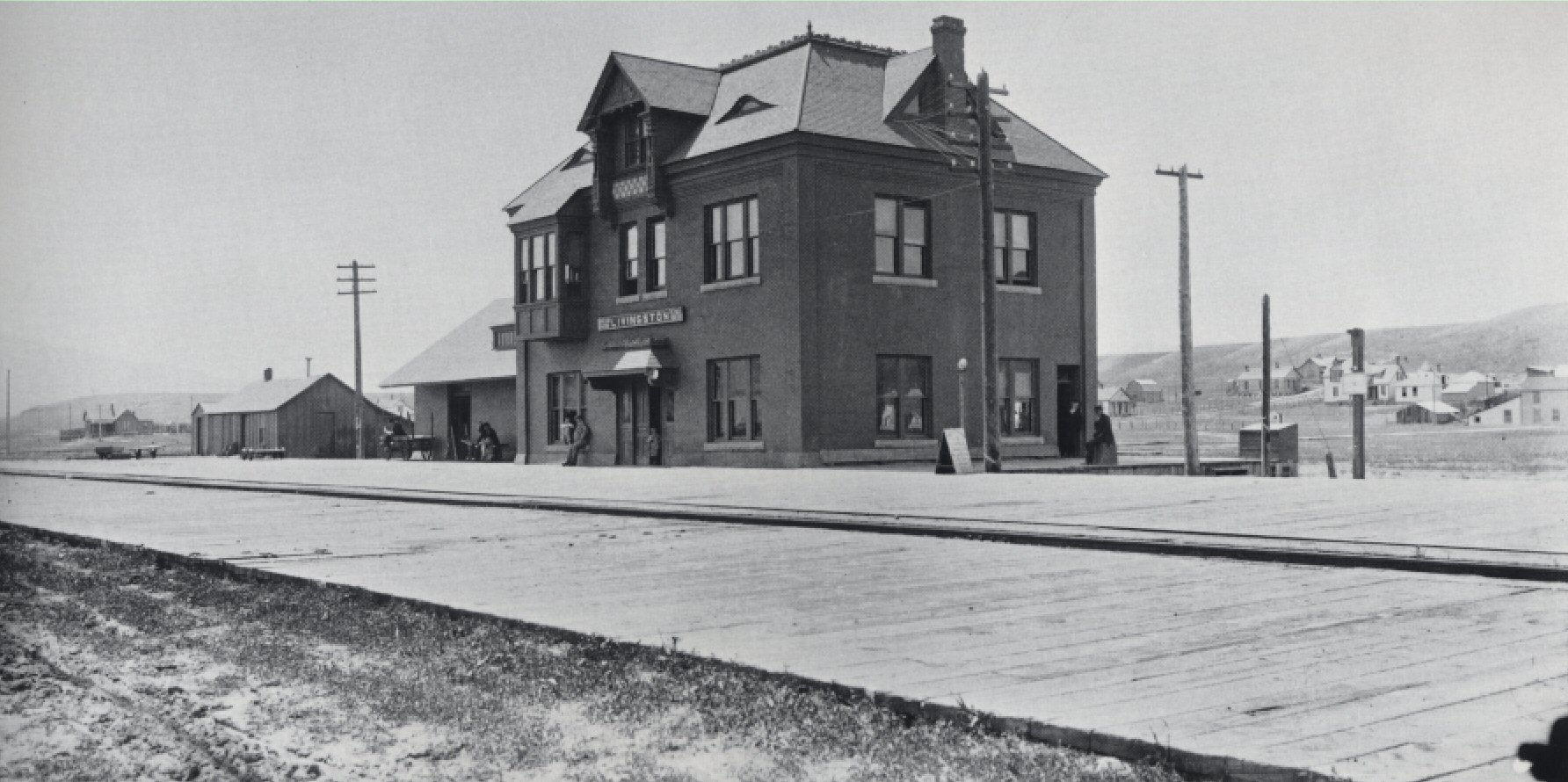
1894年拍摄的工厂
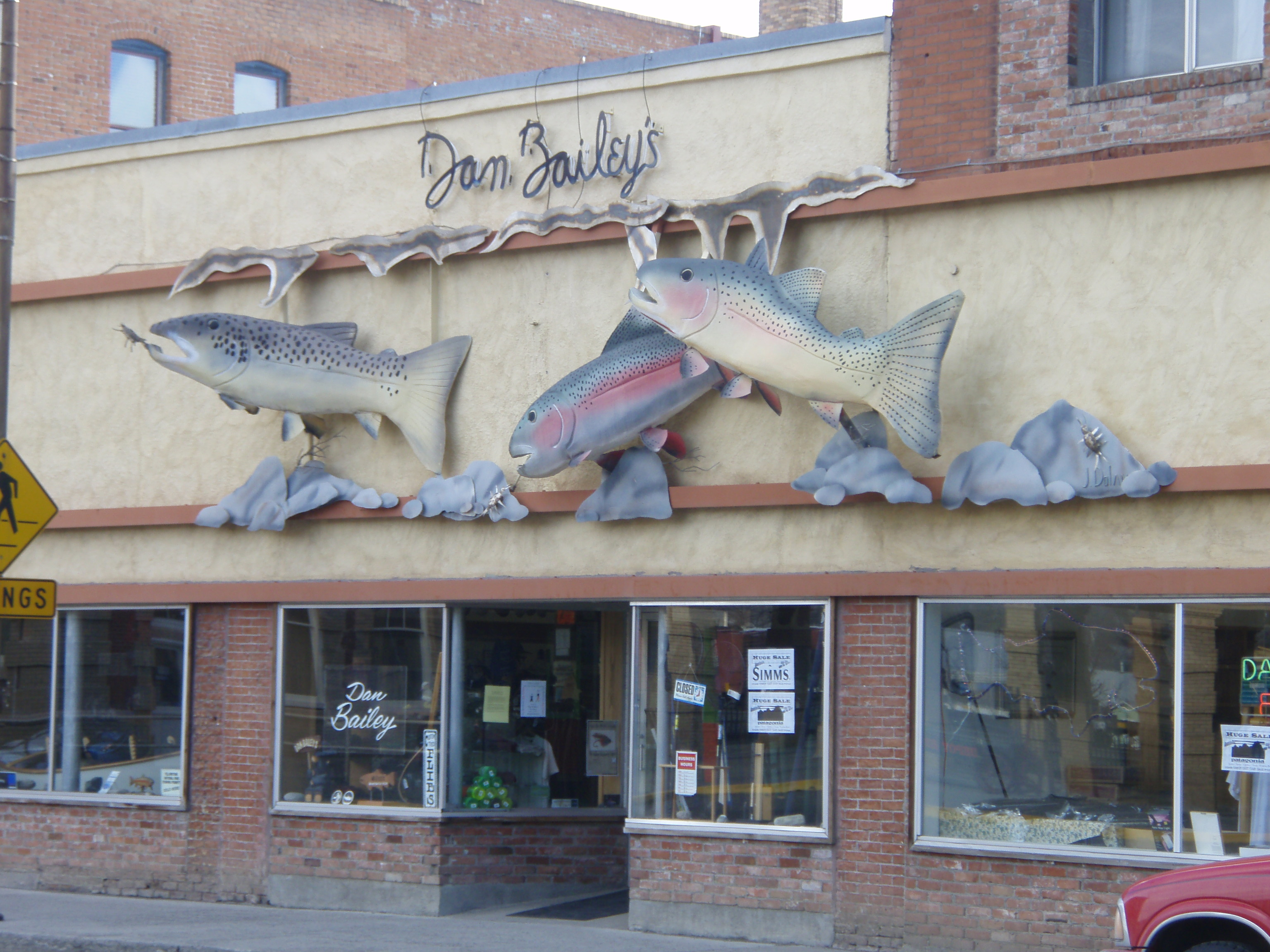
当地商铺